# Салимзода, Шерхон Одина
Салимзода Шерхон Одина (тадж. Салимзода Шерхон Одина; до 2007 года Салимов Шерхон Одинаевич тадж. Салимов Шерхон Одинаевич; род. 1 января 1957, Темурмаликский район, Хатлонская область, Таджикская ССР, СССР) — таджикский государственный деятель. Генеральный прокурор Республики Таджикистан с 30 января 2010 года по 24 января 2015 года.

## Биография
Шерхон Салимов родился 1 января 1957 года в Темурмаликском районе Хатлонской области Таджикской ССР. После окончания средней школы поступил в Таджикский государственный университет, который окончил в 1979 году. В 1980 году устроился на работу юристом в объединение «Сельхозхимия» Кулябского района.
Отслужив в вооружённых силах Шерхон Салимов работал в прокуратуре Горно-Бадахшанской автономной области, на должностях старшего помощника прокурора, а позднее старшего следователя. Из прокуратуры перешёл на работу инструктором в областной комитет, но спустя некоторое время вернулся на работу в органы прокуратуры. В разное время работал: прокурором в Шуроабадском районе, заведующим отделом кадров в Генеральной прокуратуре, прокурором Фрунзенского района Душанбе, заместителем Генерального прокурора. В 1998 году был назначен прокурором города Душанбе. С 2002 по 2007 годы избирался депутатом Палаты представителей Высшего собрания Таджикистана. В 2007 году Салимов поменял фамилию на Салимзода. 
В январе 2007 года в Таджикистане было образовано Агентство по государственному финансовому контролю и борьбе с коррупцией, главой которого был назначен Шерхон Салимзода. Одновременно ликвидировалось управление Генеральной прокуратуры с аналогичными функциями. После внесения поправок в закон «О прокуратуре», агентству было дано право возбуждения уголовных дел по подозрению в коррупции работников прокуратуры. Генерального прокурора Бободжона Бобохонова сильно возмутил этот факт и он сделал публичное заявление об антиконституционном характере этих поправок, которое послужило началом публичного противостояния между двумя ведомствами, названному таджикскими СМИ «холодной войной» или «битвой титанов». В 2009 году Салимзода был назначен государственным советником президента Таджикистана. 30 января 2010 года заступил на пост Генерального прокурора, после отставки Бободжона Бобохонова.
24 января 2015 года президент Эмомали Рахмон на внеочередном заседании Национального совета Высшего собрания Таджикистана неожиданно сместил Шерхона Салимзоду с поста Генерального прокурора и назначил вместо него Юсуфа Рахмона. Салимзода просил Палату представителей изменить предложение президента об его отставке добавлением слов «в связи с окончанием полномочий», на что получил ответ спикера палаты Махмадсаида Убайдуллоева, что президенту не обязательно объяснять чиновникам причину принятия своих решений. .
18 марта 2015 года Салимзода занял должность председателя Федерации независимых профсоюзов, в 2016 году возглавил Агентство по контролю за наркотиками. 7 сентября 2020 года ему было присвоено звание генерал-полковника юстиции, а 18 ноября 2020 года он был отправлен на пенсию.

## Награды
- Орден «За службу Родине в Вооружённых Силах СССР» III степени
- Орден «Шараф»
- Орден «Содружество» (30 мая 2007 года, Межпарламентская ассамблея СНГ)[8].
- Юбилейная медаль «МПА СНГ. 20 лет» (11 апреля 2013 года, Межпарламентская ассамблея СНГ)[9]
- Заслуженный работник Таджикистана (2011)[3]